# Electron (raket)
Electron är en tvåstegsraket (med ett valfritt tredje steg) som utvecklats av det amerikanska rymdföretaget Rocket Lab för den kommersiella kubsatellit-marknaden. Raketens Rutherford-raketmotor är värden första större raketmotor med pumpar drivna av elmotorer istället för gasturbiner.
Första uppskjutningen gjordes den 25 maj 2017.
Företaget siktar på en prislapp på 4,9 miljoner dollar per uppskjutning.
Den 6 augusti 2019 meddelade företaget att arbete pågår att göra raketens förstasteg återanvändbart.

## Design

### Första steget
Steget har en diameter på 1,2 m och drivs av 9 st Rutherford-raketmotorer.

### Andra steget
Steget har en diameter på 1,2 m och drivs av 1 st Rutherford-raketmotor.

### Tredje steget
Steget drivs av 1 st Curie-raketmotor.
Tredje steget är inte nödvändigt för att placera en last i omloppsbana runt jorden. Steget är framtaget för att ge raketen större flexibilitet.

### Återanvändning
För att göra det möjligt att återanvända raketens förstasteg, har man uppgraderat raketen och dess raketmotorer. Detta har också lett till att raketen nu kan placera upp till 300 kg i omloppsbana runt jorden.

### Haste
I april 2023 presenterade Rocket Lab en ny version av raketen, kallad Haste (Hypersonic Accelerator Suborbital Test Electron). Raketen är modifierad för kastbanefärd. Bland intresserade kunder finns företag inom försvarsindustrin.

## Uppskjutningar
| Nr | Datum (UTC) | Uppskjutningsplats | Nyttolast                                                                              | Kund | Omloppsbana | Utförande  |
| -- | --- | ------------------ | -------------------------------------------------------------------------------------- | --- | ----------- | ---------- |
| 1  | 25 maj 2017, 04:20 | Mahia LC-1A        |                                                                                        | Rocket Lab | LEO         | Misslyckad |
| 1  | Uppskjutningen kallades It's a Test. På grund av att man delvis tappade kontakten med raketen, valde man att förstöra den. Det visade sig senare att orsaken till kommunikationsfelet fanns på marken och inte i raketen. |                    |                                                                                        | |             |            |
| 2  | 21 januari 2018, 01:43 | Mahia LC-1A        | Dove Pioneer 2 x Lemur-2 Humanity Star                                                 | Planet Labs Spire Global | LEO         | Lyckad     |
| 2  | Uppskjutningen kallades Still Testing. Första gången raketens tredje steg användes. |                    |                                                                                        | |             |            |
| 3  | 11 november 2018, 03:51 | Mahia LC-1A        | 2 x Lemur-2 CICERO IRVINE01 NABEO 2 x Proxima                                          | Spire Global GeoOptics Irvine CubeSat STEM Program High Performance Space Structure Systems Fleet Space Technologies           | LEO         | Lyckad     |
| 3  | Uppskjutningen kallades It's Business Time. |                    |                                                                                        | |             |            |
| 4  | 16 december 2018, 06:33 | Mahia LC-1A        | ALBus ANDESITE CeREs CHOMPTT CubeSail DaVinci ISX NMTSat RSat-P SHFT-1 Shields-1 STF-1 | NASA | LEO         | Lyckad     |
| 4  | Flera CubeSats för det NASA-sponsrade ELaNa-19-uppdraget |                    |                                                                                        | |             |            |
| 5  | 28 mars 2019, 23:27 | Mahia LC-1A        | R3D2                                                                                   | DARPA | LEO         | Lyckad     |
| 5  | Uppskjutningen kallades Two Thumbs Up |                    |                                                                                        | |             |            |
| 6  | 5 maj 2019, 06:00 | Mahia LC-1A        | STP-27RD (SPARC-1Falcon ODEHarbinger)                                                  | U.S. Air Force | LEO         | Lyckad     |
| 6  | Uppskjutningen kallades That's a Funny Looking Cactus |                    |                                                                                        | |             |            |
| 7  | 29 juni 2019, 04:30 | Mahia LC-1A        | BlackSky Global 3 Prometheus x 2 ACRUX-1 SpaceBEE 8 och 9 Painani 1                    | | LEO         | Lyckad     |
| 7  | Uppskjutningen kallades Make it Rain |                    |                                                                                        | |             |            |
| 8  | 19 augusti 2019, 12:12 | Mahia LC-1A        | Breizh Recon Orbiter (BRO-1) BlackSky Global 4 Experimental Satellites x 2             | | LEO         | Lyckad     |
| 8  | Uppskjutningen kallades Look Ma, No Hands |                    |                                                                                        | |             |            |
| 9  | 17 oktober 2019, 01:22 | Mahia LC-1A        | Palisade                                                                               | Astro Digital | LEO         | Lyckad     |
| 9  | Uppskjutningen kallades As the Crow Flies |                    |                                                                                        | |             |            |
| 10 | 6 december 2019, 08:18 | Mahia LC-1A        | ATL-1Fossasat-1 NOOR-1A (Unicorn 2B) NOOR-1B (Unicorn 2C) SMOG-P TRSI SatALE-2         | | LEO         | Lyckad     |
| 10 | Uppskjutningen kallades Running Out Of Fingers |                    |                                                                                        | |             |            |
| 11 | 31 januari 2020, 02:56 | Mahia LC-1A        | NROL-151                                                                               | National Reconnaissance Office                                                                                                 | LEO         | Lyckad     |
| 11 | Uppskjutningen kallades Birds of a Feather |                    |                                                                                        | |             |            |
| 12 | 13 juni 2020, 05:12:12 | Mahia LC-1A        | USA-301 USA-302 USA-303 ANDESITE RAAF M2PF (Pathfinder)                                | | LEO         | Lyckad     |
| 12 | Uppskjutningen kallades Don't Stop Me Now |                    |                                                                                        | |             |            |
| 13 | 4 juli 2020, 21:19:36 | Mahia LC-1A        | CE-SAT-IB SuperDove x 5 Faraday 1                                                      | | LEO         | Misslyckad |
| 13 | Uppskjutningen kallades Pics or it didn't happen. Under andra stegets brinntid uppstod problem. |                    |                                                                                        | |             |            |
| 14 | 31 augusti 2020, 03:05:47 | Mahia LC-1A        | Sequoia Photon                                                                         | Capella Space | LEO         | Lyckad     |
| 14 | Uppskjutningen kallades I Can't Believe It's Not Optical |                    |                                                                                        | |             |            |
| 15 | 28 oktober 2020, 21:21:27 | Mahia LC-1A        | SuperDove x 9 CE-SAT-IIB                                                               | | LEO         | Lyckad     |
| 15 | Uppskjutningen kallades In Focus |                    |                                                                                        | |             |            |
| 16 | 20 november 2020, 02:20:01 | Mahia LC-1A        | Dragracer A Dragracer B BRO-2 BRO-3 APSS-1 SpaceBEE x 24 Gnome Chompski                | | LEO         | Lyckad     |
| 16 | Uppskjutningen kallades Return To Sender Man gjorde det första försöket att landa raketens första steg i havet. |                    |                                                                                        | |             |            |
| 17 | 15 december 2020, 10:09:27 | Mahia LC-1A        | StriX-α                                                                                | Synspective | SSO         | Lyckad     |
| 17 | Uppskjutningen kallades The Owl's Night Begins |                    |                                                                                        | |             |            |
| 18 | 20 januari 2021, 07:26:00 | Mahia LC-1A        | GMS-T                                                                                  | OHB | LEO         | Lyckad     |
| 18 | Uppskjutningen kallades Another One Leaves The Crus |                    |                                                                                        | |             |            |
| 19 | 22 mars 2021, 22:30 | Mahia LC-1A        | BlackSky Global 9 Centauri 3 Myriota 7 Veery Hatchling RAAF-M2 A, B Gunsmoke-J Photon  | Spaceflight Inc. Fleet Space Myriota Care Weather Technologies University of New South Wales Canberra Space USASMDC Rocket Lab | LEO         | Lyckad     |
| 19 | Uppskjutningen kallades They Go Up So Fast |                    |                                                                                        | |             |            |
| 20 | 15 maj 2021, 11:11 | Mahia LC-1A        | BlackSky-10 BlackSky-11                                                                | BlackSky | LEO         | Misslyckad |
| 20 | Uppskjutningen kallades Running Out Of Toes |                    |                                                                                        | |             |            |
| 21 | 29 juli 2021, 06:00 | Mahia LC-1A        | Monolith                                                                               | U.S. Space Force | LEO         | Lyckad     |
| 21 | Uppskjutningen kallades It's A Little Chile Up Here |                    |                                                                                        | |             |            |
| 22 | 18 november 2021, 01:38:13 | Mahia LC-1A        | BlackSky-14 BlackSky-15                                                                | BlackSky | LEO         | Lyckad     |
| 22 | Uppskjutningen kallades Love At First Insight |                    |                                                                                        | |             |            |
| 23 | 9 december 2021, 00:02 | Mahia LC-1A        | BlackSky-12 Gen-2 BlackSky-13 Gen-2                                                    | BlackSky | LEO         | Lyckad     |
| 23 | Uppskjutningen kallades A Data With Destiny |                    |                                                                                        | |             |            |
| 24 | 28 februari 2022, 20:37 | Mahia LC-1B        | StriX-β                                                                                | Synspective | SSO         | Lyckad     |
| 24 | Första uppskjutningen från Mahia LC-1B. Uppskjutningen kallades The Owl's Night Continues |                    |                                                                                        | |             |            |
| 25 | 2 april 2022, 12:41 | Mahia LC-1A        | BlackSky-14 Gen-2 BlackSky-15 Gen-2                                                    | BlackSky | LEO         | Lyckad     |
| 25 | Uppskjutningen kallades Without Mission A Beat |                    |                                                                                        | |             |            |